# Lokomotiva 310.1

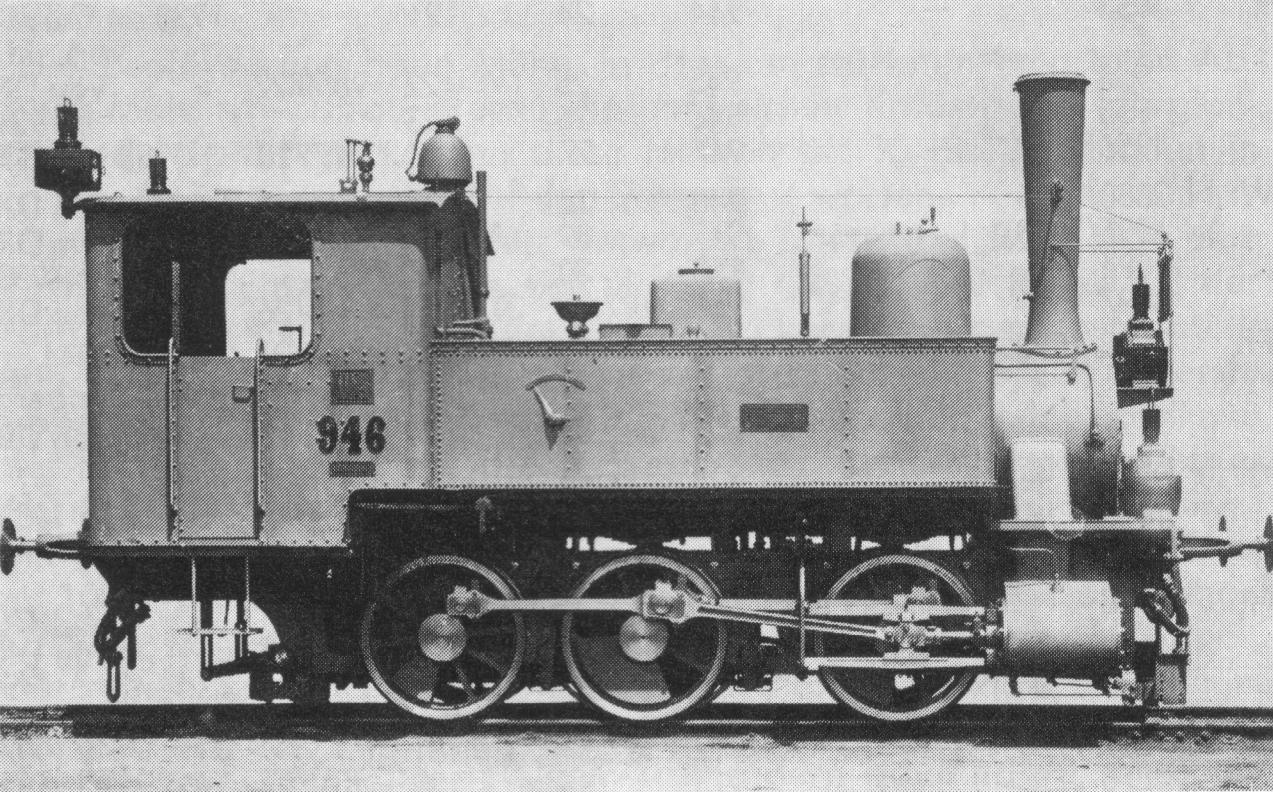
Lokomotiva řady KFNB IX vyrobená v roce 1895
KFNB č. 946
Výrobní číslo Flor 955/95
ČSD 310.123

Lokomotivy řady 310.1 jsou trojspřežní tendrové parní lokomotivy. V letech 1888 až 1905 si je opatřila Severní dráha císaře Ferdinanda pro své místní dráhy na Moravě a ve Slezsku. Lokomotivy měly označení KFNB IX a stroje s čísly 921 až 942 a 948 až 955 byly vyráběny ve Wiener Neustädter Lokomotivfabrik (označení WrN) ve Vídeňském Novém Městě, stroje s čísly 943 až 947 a 956 a 957 byly vyrobeny ve Floridsdorfu (ozn.Flor). Stroje s čísly 921–937 nesly názvy obcí, které jsou dnes na území Polska, České republiky a Rakouska. Při zestátnění Severní dráhy císaře Ferdinanda převzaly Rakouské státní dráhy v roce 1908 43 lokomotiv a označily je čísly kkStB-197.01 až kkStB-197.43. V roce 1918 všechny lokomotivy řady 197 převzaly ČSD a v roce 1925 je přeznačily na řadu 310.1. Přečíslováno bylo 40 lokomotiv, ze kterých se do dnešního dne dochovaly dva exempláře.

## Lokomotiva 310.127

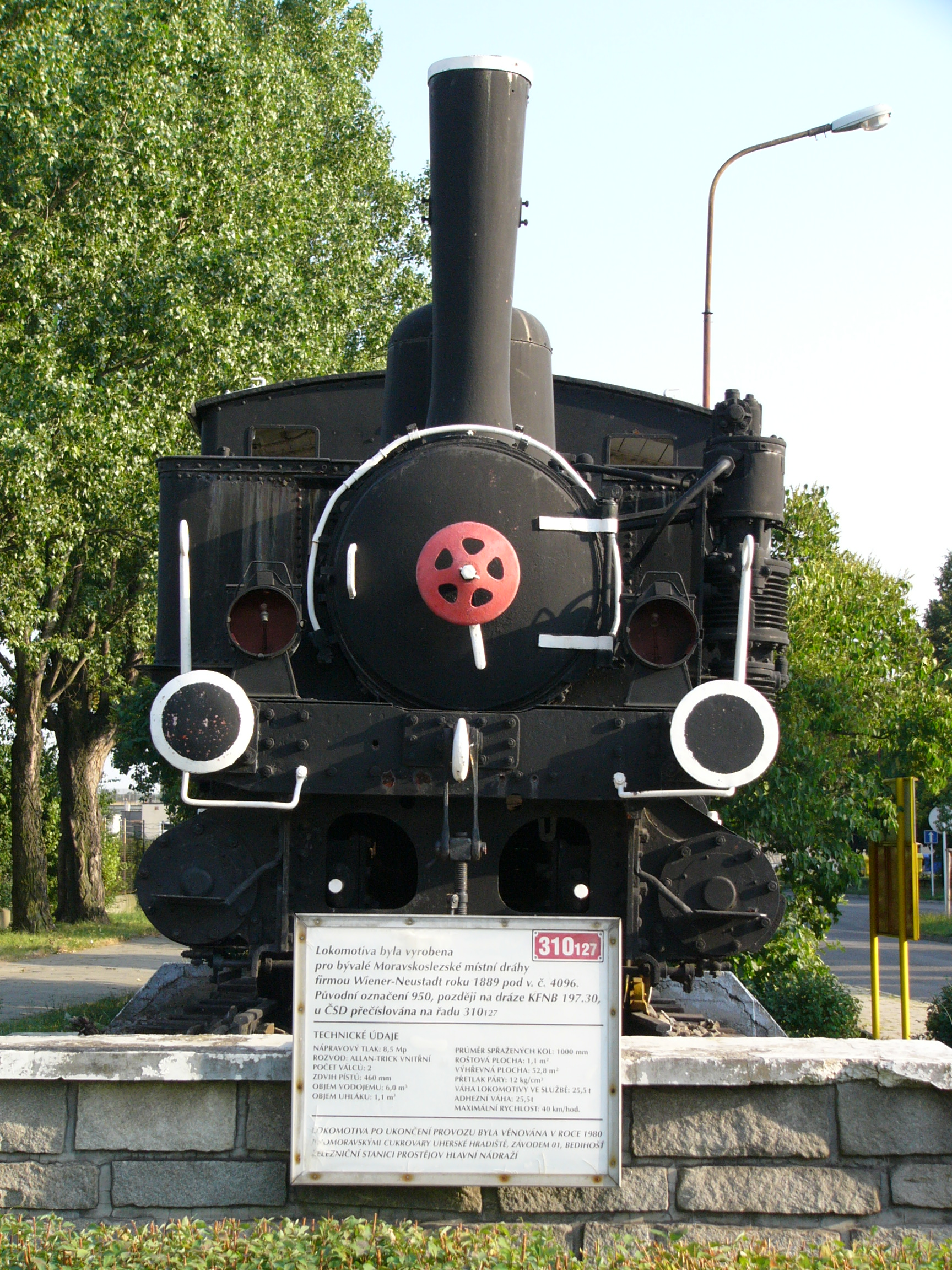
ČSD 310.127 v Prostějově

Lokomotiva rok výroby 1898, výrobní číslo WrN 4096/98, původní označení KFNB 950, poté označena jako kkStB 197.30. ČSD ji v roce 1933 postoupilo Baťovým podnikům do Zlína. V roce 1980 věnovaly tuto lokomotivu Jihomoravské cukrovary Uherské Hradiště, závod Bedihošť železniční stanici Prostějov hlavní nádraží. Na pomníku před prostějovským nádražím stála lokomotiva 310.127 až do listopadu roku 2017, kdy byla odvezena a stala se součástí sbírek Muzea Českých drah v Lužné u Rakovníka.

## Lokomotiva 310.134 (Vlkava)

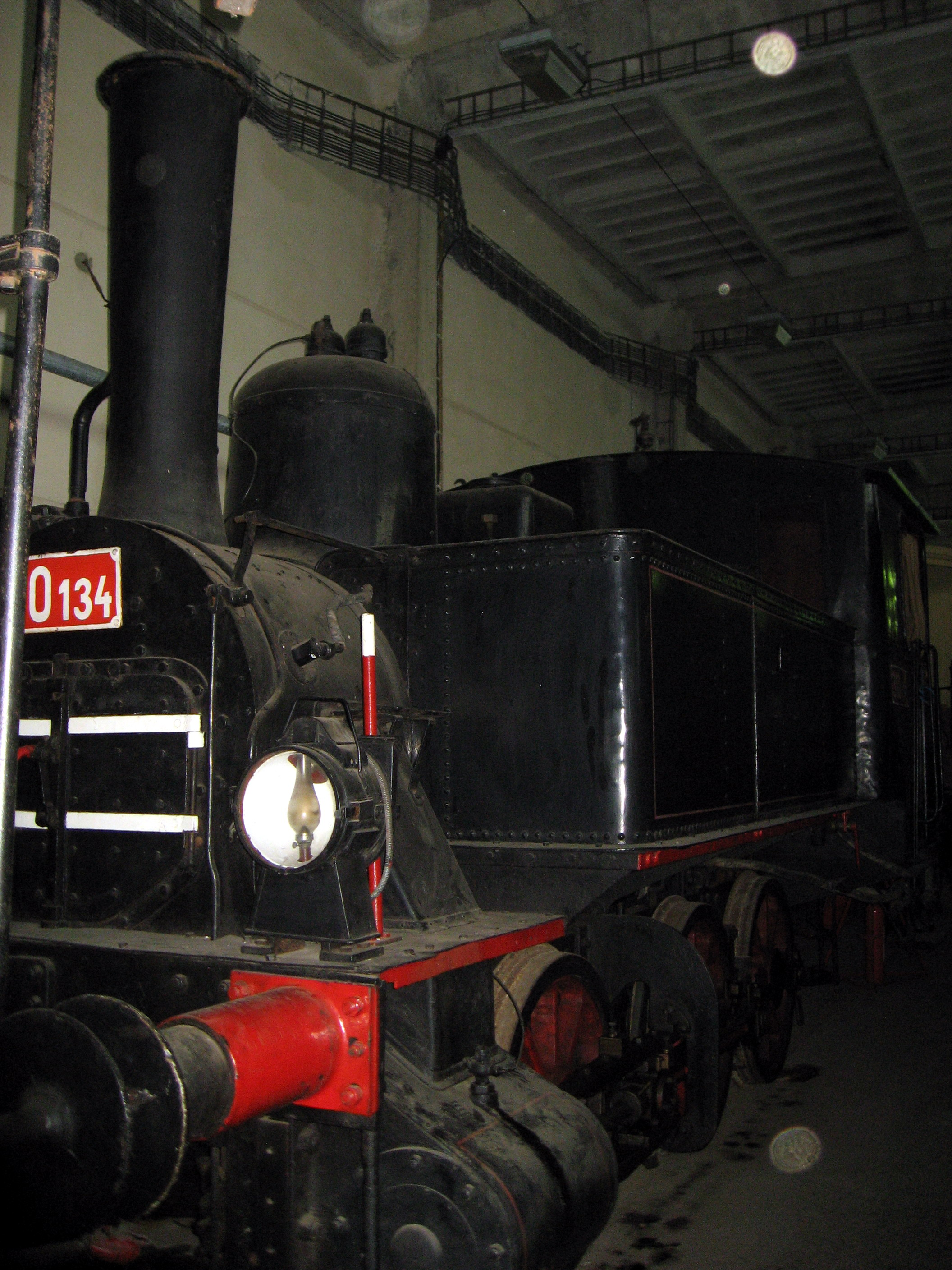
ČSD 310.134 v Technickém muzeu v Brně, depozitář MHD v Líšni

Lokomotiva rok výroby 1900, výrobní číslo WrN 4326/00, původní označení KFNB 953, poté označena jako kkStB 197.37. Během 2.světové války bylo 21 lokomotiv řady 310.1 předáno do Německa, kde jezdily jako vlečkové lokomotivy s označením 98.7711 až 98.7731. Lokomotiva 310.134 měla tehdy číslo 98.7728. V roce 1952 byla lokomotiva 310.134 odprodána cukrovaru v Mnichově Hradišti, V srpnu roku 1975 již se jménem Vlkava vezla historický osobní vlak na lokálce Kopidlno – Bakov nad Jizerou. Je zachycena v provozu ve filmu Páni kluci, který se ve stejné době natáčel na dnes již neexistující dráze Lovečkovice-Úštěk. V roce 1978 lokomotivu 310.134 získalo do svých sbírek Technické muzeum v Brně. Lokomotiva byla opravena v opravně historických kolejových vozidel v Lužné u Rakovníka.